# Sarbacane (album)
Pour les articles homonymes, voir Sarbacane (homonymie).
Albums de Francis Cabrel
Cabrel 77-87
(1987) D'une Ombre à l'autre
(1991)
Singles
1. Sarbacane
Sortie : 1989
2. C'est écrit
Sortie : 1989
3. Animal
Sortie : 1989
4. Tout le monde y pense
Sortie : 1990

Sarbacane est le septième album studio de Francis Cabrel. Il est sorti le 21 février 1989 sur le label CBS et a été réalisé par Gerard Bikialo.

## L'album
Cet album est l'un des plus célèbres de Francis Cabrel, tant par l'importance des singles qui résonnent encore aux oreilles trente ans plus tard (Animal, Sarbacane, C'est écrit et Tout le monde y pense) que pour les thèmes des chansons, notables pour quelques-unes d'entre elles : il rend hommage à sa fille dans Sarbacane et dans Petite Sirène, et dans Dormir debout rend hommage à Daniel Balavoine, disparu trois ans auparavant.
La chanson Rosie est une reprise en français d'une chanson de Jackson Browne qui figure sur son album de 1977 Running on Empty. 
Aux Victoires de la musique 1990, Francis Cabrel repartira avec trois récompenses : Meilleur artiste, Meilleur album et Meilleur spectacle musical de l'année 1989.
En France, il se classa à la première place des meilleures ventes d'albums pendant dix semaines sur un total de 117. Il s'est écoulé à plus de 2 000 000 d'exemplaires  et a été certifié disque de diamant.

## Liste des titres
Toutes les chansons sont écrites et composées par Francis Cabrel sauf celles indiquées.
| 1.    | Animal                |                                     |                             | 5:26 |
| 2.    | C'est écrit           | Michel Françoise                    | Francis Cabrel, Roger Secco | 5:51 |
| 3.    | Sarbacane             |                                     |                             | 4:06 |
| 4.    | Rosie                 | Jackson Browne, Donald Miller       | Francis Cabrel (adaptation) | 3:48 |
| 5.    | Tout le monde y pense |                                     |                             | 4:01 |
| 6.    | Je sais que tu danses | Francis Cabrel, Jean-Pierre Buccolo | Francis Cabrel              | 4:50 |
| 7.    | J'ai peur de l'avion  |                                     |                             | 3:53 |
| 8.    | Dormir debout         |                                     |                             | 4:46 |
| 9.    | Petite Sirène         | Jean-Pierre Buccolo                 | Francis Cabrel              | 3:45 |
| 10.   | Le Pas des ballerines |                                     |                             | 6:18 |
| 47:01 |                       |                                     |                             |      |

## Musiciens
- Francis Cabrel : chant, guitare
- Denys Lable : guitare électrique
- Bernard Paganotti : basse
- Gérard Bikialo : claviers
- Manu Katché : batterie
- Denis Benarrosch : percussions

## Musiciens additionnels
- Jean-Pierre Bucolo : guitare slide sur J'ai peur de l'avion, chœurs sur Rosie
- Michel Françoise : guitare solo sur Sarbacane'
- Richard Galliano : accordéon et bandonéon sur C'est écrit
- Thierry Roques : accordéon sur Dormir debout
- Hugo Gutierrez : flûte indienne sur Animal
- Roger Secco : chœurs sur Rosie'
- Claude Salmiéri : batterie sur Rosie et Je sais que tu danses

## Crédits
- Réalisation artistique : Gérard Bikialo
- Enregistré aux Studios Polygone de Toulouse, Artistic Palace de Paris, Le Grenier (Lot-et-Garonne) par Ludovic Lanen assisté de Hans Barzilay et Laurent Gueneau.
- Mixé à Polygone par James Farber (NYC)
- Productions et éditions musicales : CHANDELLE (sauf "4" Warner Chappell Music)
- Photographies : Maxime Ruiz, Juan Solanas
- Peintures : Hugo Laruffa
- Maquette : Flagrant Délit Productions

## Charts et certifications
| Année | Pays   | Durée du classement | Meilleur classement |
| ----- | ------ | ------------------- | ------------------- |
| 1989  | France | 117 semaines        | 1er                 |
| 2015  | France | 5 semaines          | 50e                 |

| Pays   | Certification | Ventes      | Date |
| ------ | ------------- | ----------- | ---- |
| France | Diamant       | 1 000 000 + | 1990 |
| Suisse | 2 × Platine   | 100 000 +   | 1999 |

- Canada, 2 x platine, 200 000, 23/07/1992[7]

Charts singles
| Single                | Chart   | durée du classement | Position | Date       |
| --------------------- | ------- | ------------------- | -------- | ---------- |
| Sarbacane             | Top 100 | 8 semaines          | 30e      | 03/06/1989 |
| C'est écrit           | Top 100 | 20 semaines         | 6e       | 21/10/1989 |
| Animal                | Top 100 | 11 semaines         | 31e      | 03/03/1990 |
| Tout le monde y pense | Top 100 | 16 semaines         | 19e      | 22/12/1990 |